# ایوان وایسلیچ
ایوان وایسلیچ (هلندی: Ivan Vicelich؛ زادهٔ ۳ سپتامبر ۱۹۷۶) یک بازیکن فوتبال اهل نیوزیلند است.
وی همچنین در تیم ملی فوتبال نیوزیلند بازی کرده‌است.